# 蒋沁芸
蒋沁芸（1991年3月22日—）是在四川乐山出生的中国大陆女演员，毕业于同济大学表演系。出演《小时代》《万物生长》《栀子花开》《左耳》等影视作品。

## 早期经历
蒋沁芸出生于四川省的乐山市，2009年开始就读于上海同济大学，主修表演。于2013年毕业后，活跃于中国大陆，同年在《小时代》中出演童瑶而崭露头角。

## 演出作品

### 电影
| 年份 | 片名                 | 角色   | 注释               |
| ---- | -------------------- | ------ | ------------------ |
| 2013 | 《小时代》           | 童瑶   |                    |
| 2013 | 《小时代：青木时代》 | 童瑶   |                    |
| 2014 | 《孤城六梦》         |        | 短片               |
| 2014 | 《后会无期》         |        | 参演，后续戏份被剪 |
| 2015 | 《万物生长》         |        |                    |
| 2015 | 《栀子花开》         |        |                    |
| 2018 | 《爱吃火锅的女怪啊》 | 家妹儿 | 網絡電影           |
| 2019 | 《早安公主》         | 向安安 |                    |
| 2019 | 《直播攻略》         | 梅好   |                    |

### 电视剧
| 年份 | 片名                     | 角色   | 注释       |
| ---- | ------------------------ | ------ | ---------- |
| 2015 | 《会痛的十七岁》         | 小爱   | 网络剧     |
| 2017 | 《栀子花开2017》         | 余天晴 | 网络剧     |
| 2018 | 《夜天子》               | 哚妮   | 网络剧     |
| 2019 | 《我们都要好好的》       | 丁芳芳 |            |
| 2020 | 《清平乐》               | 郭清悟 |            |
| 2021 | 《三生有幸遇上你》       | 娃娃   |            |
| 2022 | 《你好呀，我的橘子恋人》 | 唐雅静 | 网络剧     |
| 2023 | 《流光之下》             | 叶小青 |            |
| 2023 | 《左耳》                 | 小凡   | 2015年拍攝 |
| 待播 | 《拂玉鞍》               | 萧槿   | 网络剧     |
| 待播 | 《逆光》                 | 叶小青 |            |

### 广告
- 变焦快乐 求婚篇（2014年，佳能）

该广告投放恰逢2014年世界杯足球赛，有较高曝光度；收看人群中有不少关于该广告女主角的询问。
- 因味爱 各有滋味•友爱[5]（2015年，肯德基）

## 兴趣爱好
- 对于科幻文学有兴趣，曾经在2015年作为晨星·晋康科幻文学奖评委[6]。